# Baboo
Flybaboo S.A., también conocida como Baboo, fue una aerolínea regional con base en Ginebra, Suiza. Su base de operaciones fue el Aeropuerto de Ginebra. En noviembre de 2010, la compañía fue salvada de la bancarrota y adquirida por Darwin Airline de Lugano.  

## Historia
Baboo fue fundada por Julian Cook en agosto de 2003, tras la decisión de Swiss de abandonar la ruta Ginebra-Lugano. El primer vuelo a Lugano se realizó el 3 de noviembre de 2003 con un avión de Cirrus Airlines. En mayo de 2004, la compañía aérea obtuvo su licencia de Certificado de Operador Aéreo de la Oficina Federal de Aviación Civil de Suiza (FOCA), lo que le permitió operar con su propio avión: un Dash 8-Q300 de 50 plazas alquilado al fabricante Bombardier Aerospace.
Baboo pudo entonces adquirir sus propios aviones, dos turbohélices Dash 8-Q400 que formaron la flota de la compañía durante los siguientes cinco años. En 2007, Baboo se quedó sin capital y fue vendida al grupo de inversión libanés M1; entre los principales avances, una ampliación de capital de 9,2 millones de euros, suscrita en 2007, permitió a la dirección diseñar una sólida estrategia de crecimiento y dar a la empresa una nueva dimensión e imagen corporativa. Julian Cook fue entonces expulsado de la compañía.
La compañía también encargó tres aviones regionales Embraer E190, que debían ser entregados a partir de abril de 2008. La aerolínea anunció rutas a Kiev y San Petersburgo. En septiembre de 2008, los tres aviones habían sido entregados y Baboo anunció nuevas rutas a Toulouse, Burdeos, Atenas, Bucarest y Zagreb desde Ginebra. Sin embargo, la aerolínea tuvo problemas con sus dos rutas anunciadas previamente: sus vuelos a San Petersburgo fueron bloqueados por las autoridades rusas, mientras que sus vuelos a Kiev no resultaron lo suficientemente populares; como resultado, ninguna de las rutas llegó a operar.
A finales de 2009, Baboo registró una facturación de 73 millones de francos suizos. Más de 1.300.000 pasajeros habían sido transportados hasta esa fecha. Baboo tenía acuerdos de código compartido con TAROM, Air France-CityJet, Alitalia y Olympic Air. La aerolínea introdujo vuelos a Milán, Marsella, Londres y una ruta de esquí estacional a Oxford desde Ginebra en diciembre de 2009, pero en junio de 2010 los vuelos a Nápoles, Milán y Marsella se habían detenido, y el servicio a Oxford había sido eliminado del horario de invierno de la aerolínea.
En octubre de 2010, Baboo anunció que planeaba devolver sus tres aviones Embraer E190 a sus arrendadores a fines de noviembre de 2010. El 25 de noviembre de 2010, Darwin Airline anunció sus planes de adquirir Baboo a principios de 2011. Según el plan, Darwin Airline adquirió algunos activos de Baboo.

## Antiguos destinos
Baboo operó los siguientes destinos regulares:
| Países          | Destinos     | Aeropuertos                                         |
| --------------- | ------------ | --------------------------------------------------- |
| Austria         | Viena        | Aeropuerto de Viena-Schwechat                       |
| Bulgaria        | Sofía        | Aeropuerto de Sofía                                 |
| Croacia         | Zagreb       | Aeropuerto de Zagreb                                |
| España          | Ibiza        | Aeropuerto de Ibiza                                 |
| España          | Valencia     | Aeropuerto de Valencia                              |
| Francia         | Biarritz     | Aeropuerto de Biarritz–País Vasco                   |
| Francia         | Burdeos      | Aeropuerto de Burdeos-Mérignac                      |
| Francia         | Figari       | Aeropuerto de Figari-Sud Corse                      |
| Francia         | Marsella     | Aeropuerto de Marsella-Provenza                     |
| Francia         | Niza         | Aeropuerto Internacional de Niza-Costa Azul         |
| Francia         | Saint-Tropez | Aeropuerto de La Môle-Saint-Tropez                  |
| Grecia          | Atenas       | Aeropuerto Internacional Eleftherios Venizelos      |
| Italia          | Florencia    | Aeropuerto de Florencia                             |
| Italia          | Milán        | Aeropuerto de Milán-Malpensa                        |
| Italia          | Nápoles      | Aeropuerto de Nápoles-Capodichino                   |
| Italia          | Roma         | Aeropuerto de Roma-Fiumicino                        |
| Italia          | Venecia      | Aeropuerto Internacional Marco Polo                 |
| Marruecos       | Tánger       | Aeropuerto de Tánger-Ibn Battuta                    |
| Reino Unido     | Londres      | Aeropuerto de la Ciudad de Londres                  |
| Reino Unido     | Oxford       | Aeropuerto de Oxford                                |
| República Checa | Praga        | Aeropuerto de Praga                                 |
| Rumania         | Bucarest     | Aeropuerto Internacional de Bucarest-Henri Coandă   |
| Suiza           | Ginebra      | Aeropuerto Internacional de Ginebra HUB             |
| Suiza           | Lugano       | Aeropuerto de Lugano                                |
| Suiza           | Zúrich       | Aeropuerto Internacional de Zúrich                  |
| Túnez           | Monastir     | Aeropuerto Internacional de Monastir-Habib Burguiba |
| Túnez           | Yerba        | Aeropuerto Internacional de Yerba-Zarzis            |

## Flota histórica

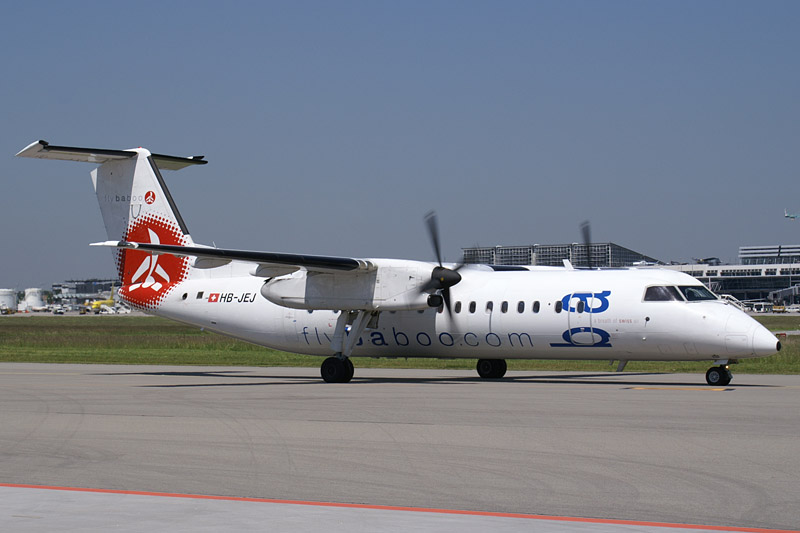
Un Baboo Bombardier Q Series en rodaje en el Aeropuerto de Stuttgart, Alemania (2006)

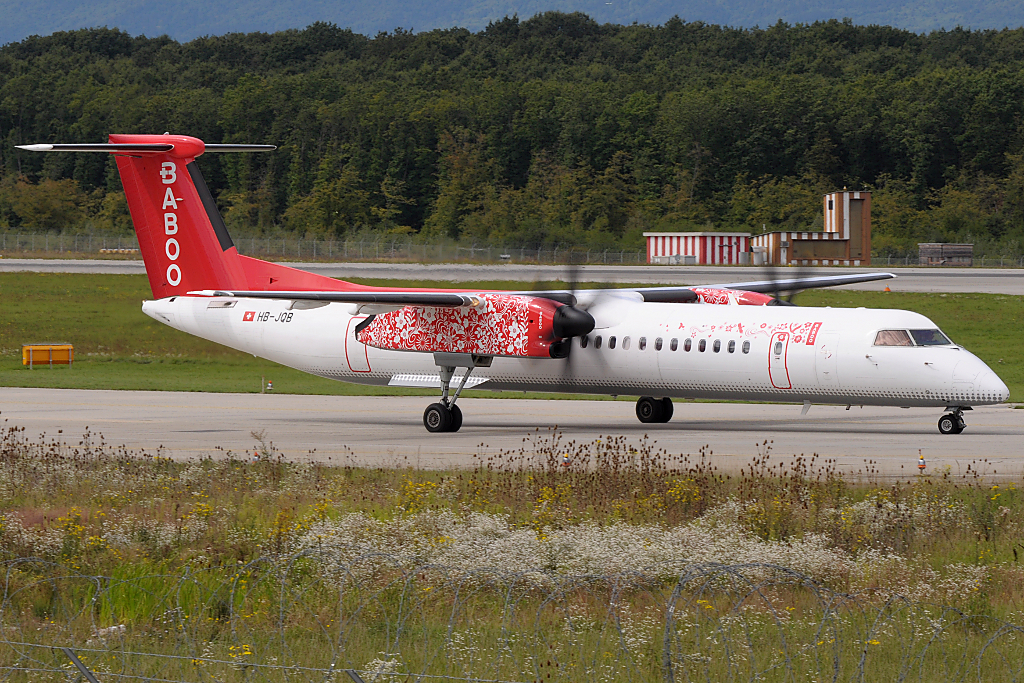
Baboo Bombardier Dash 8 Q400 (2010)

La flota de Baboo consistía en las siguientes aeronaves:
| Aeronaves                      | Total | Introducido | Retirado | Matrículas                      |
| ------------------------------ | ----- | ----------- | -------- | ------------------------------- |
| De Havilland Canada Dash 8-300 | 4     | 2003        | 2008     | D-BOBU, D-BKIM, HB-JEJ y HB-JEK |
| De Havilland Canada Dash 8-400 | 2     | 2007        | 2011     | HB-JQA y HB-JQB                 |
| Embraer E-190LR                | 3     | 2008        | 2011     | HB-JQE, HB-JQF y HB-JQG         |